# ブエノスアイレス大学
ブエノスアイレス大学（西: Universidad de Buenos Aires, UBA）は、ブエノスアイレスにあるアルゼンチンの国立の総合大学である。

## 概要
ブエノスアイレス大学は、1821年8月12日に当時のブエノスアイレス州内務相ベルナルディーノ・リバダビアによって設立された。アルゼンチンで最も有力な大学のひとつであり、2017年のQS世界ランキングでは85位にランクし、ラテンアメリカで最高の大学となった。アルゼンチン人のノーベル賞受賞者5人のうち4人は、この大学の学生および教授である（カルロス・ラマス、バーナード・ウッセイ、ルイ・ルロワールおよびセーサル・ミルスタイン）。また、15人のアルゼンチン大統領を輩出している。
ブエノスアイレス大学には中核となるキャンパスが存在せず、学部ごとに数多くのキャンパスに分散している。現在13学部とそれに6病院、10の博物館と大学附属の3つの高等学校を擁し、約30万人の学生総数を誇る。

## 学部
- 共通基礎過程
- 法学部
- 哲学・文学部
- 経済学部
- 心理学部
- 社会科学部
- 農耕学部
- 工学部
- 獣医学部
- 医学部
- 歯学部
- 薬学・生物学部
- 精密・自然科学部
- 建築・デザイン・都市計画学部

## 著名な出身者
- フランシスコ - 第266代ローマ教皇
- フリオ・コルタサル - 作家・小説家
- チェ・ゲバラ - マルクス主義革命家
- カルロス・ラマス - ノーベル平和賞受賞者
- バーナード・ウッセイ - ノーベル生理学・医学賞受賞者
- ルイ・ルロワール - ノーベル化学賞受賞者
- セーサル・ミルスタイン - ノーベル生理学・医学賞受賞者
- フアン・マルダセナ - 物理学者

### 政治家
- カルロス・ペレグリーニ - 大統領
- ルイス・サエンス・ペーニャ - 大統領
- マヌエル・キンタナ - 大統領
- ロケ・サエンス・ペーニャ - 大統領
- ビクトリーノ・デ・ラ・プラサ - 大統領
- イポリト・イリゴージェン - 大統領
- マルセロ・トルクアト・デ・アルベアール - 大統領
- アグスティン・ペドロ・フスト - 大統領
- ロベルト・マルセリーノ・オルティス - 大統領
- ラモン・カスティージョ - 大統領
- アルトゥーロ・フロンディシ - 大統領
- アルトゥーロ・ウンベルト・イリア - 大統領
- アドルフォ・ロドリゲス・サア - 大統領
- エドゥアルド・ドゥアルデ（英語版） - 大統領
- アルベルト・フェルナンデス - 大統領
- ホセ・ルイス・ムラトゥレ - 外相

## 名誉博士
- 池田大作 - 創価学会名誉会長

## 画像

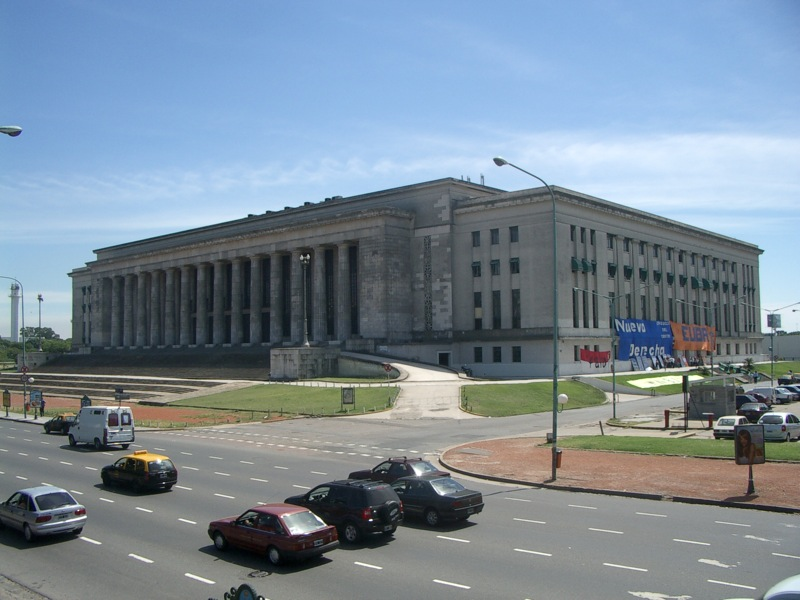
法学部校舎
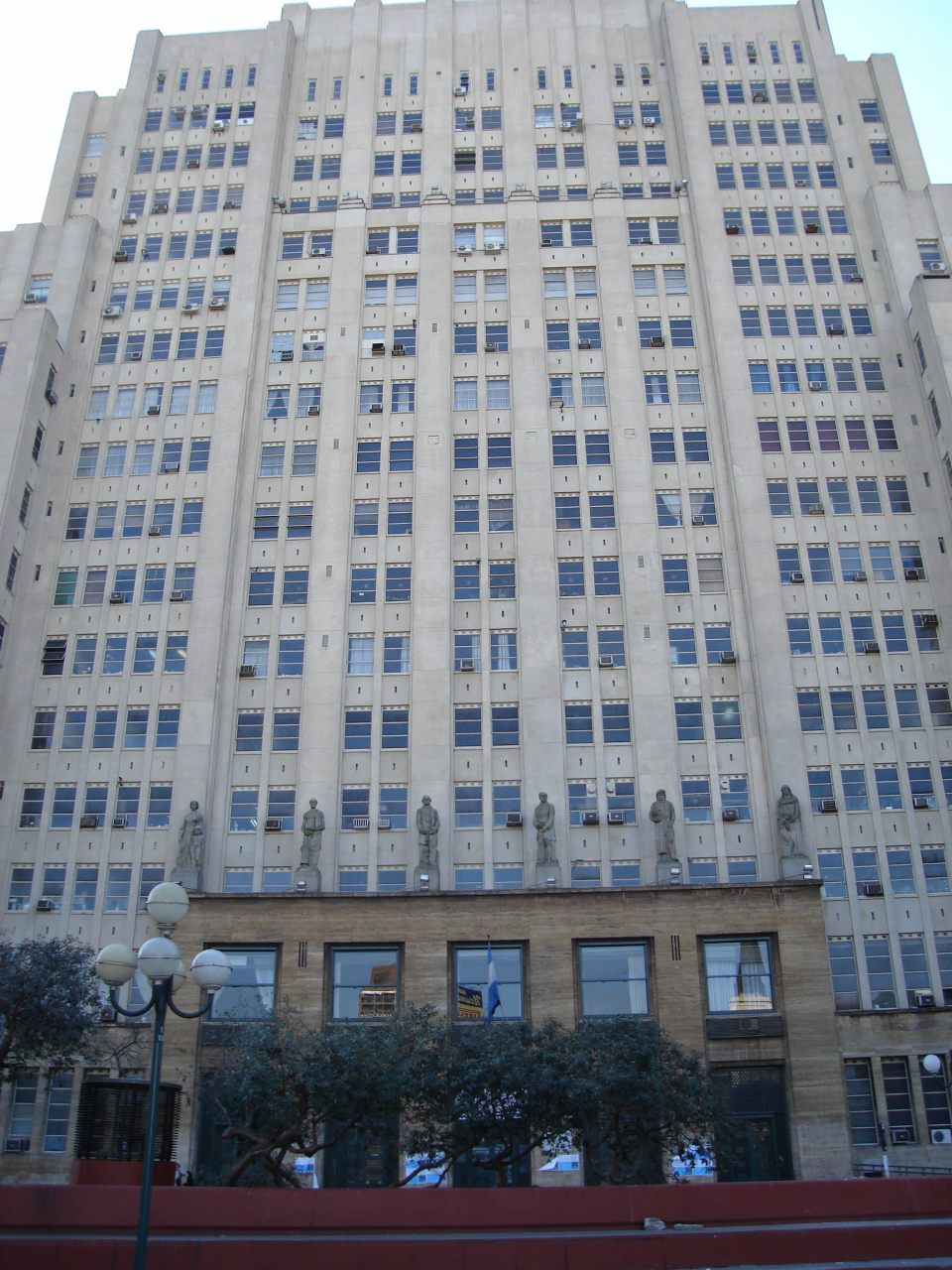
医学部校舎
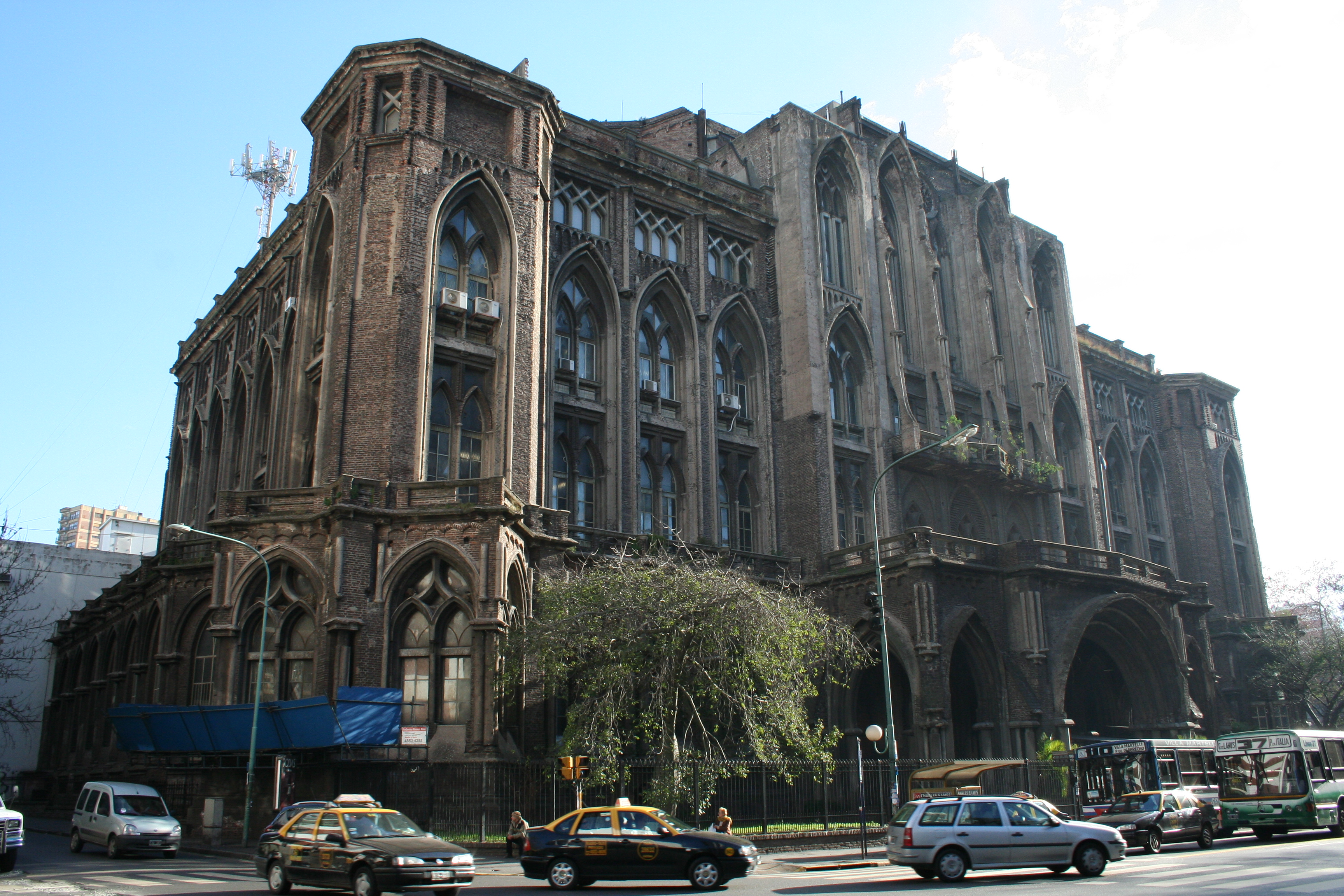
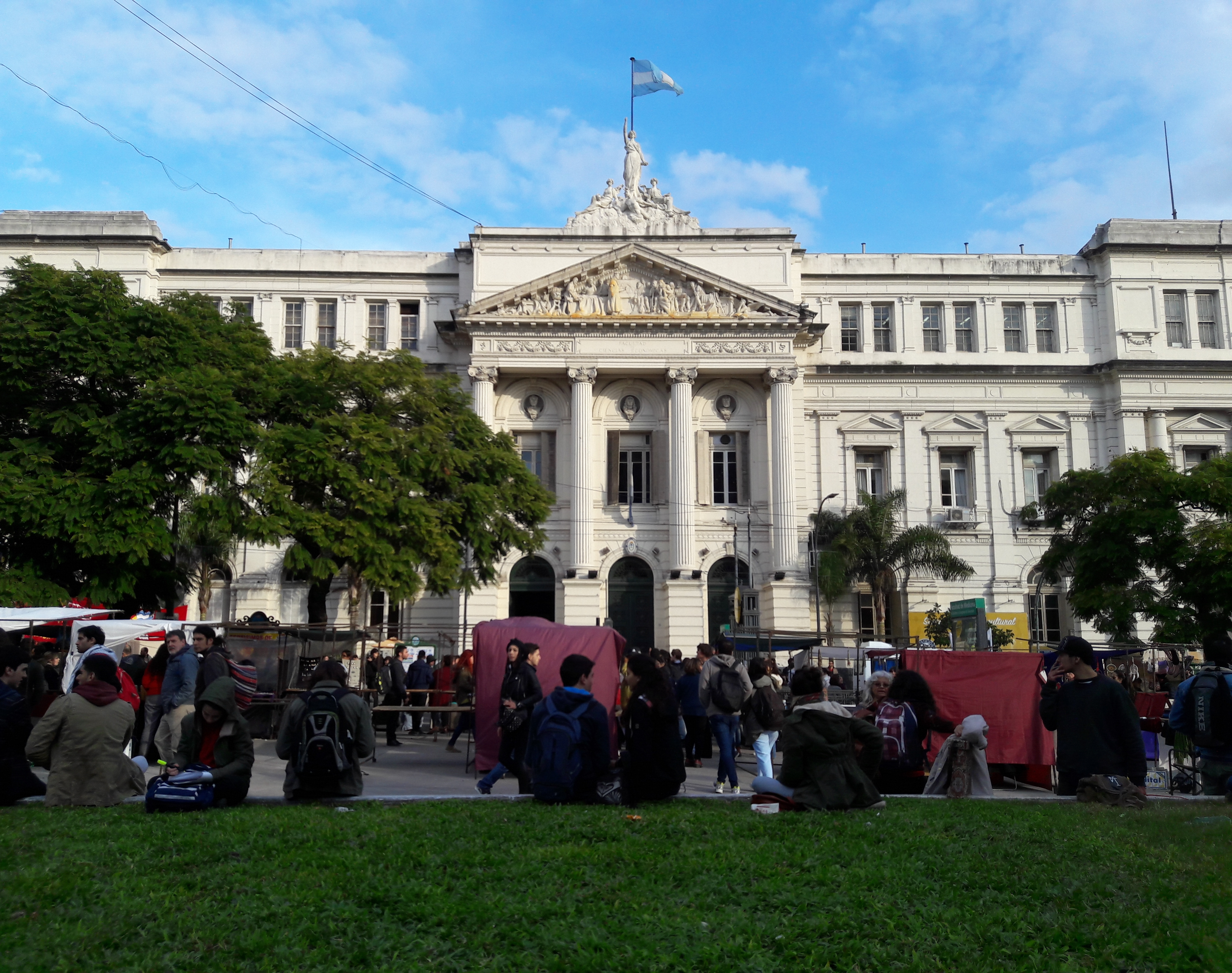
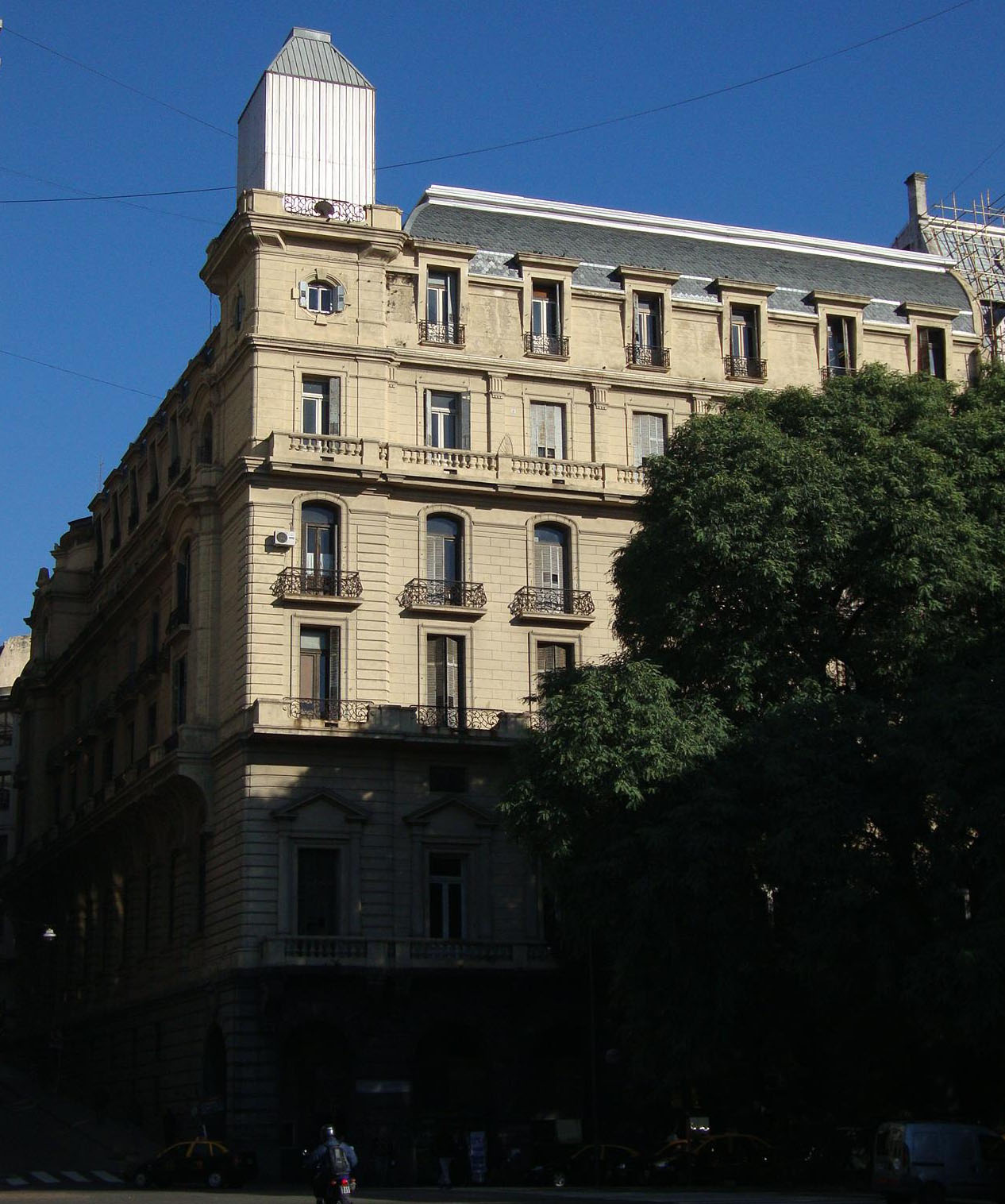
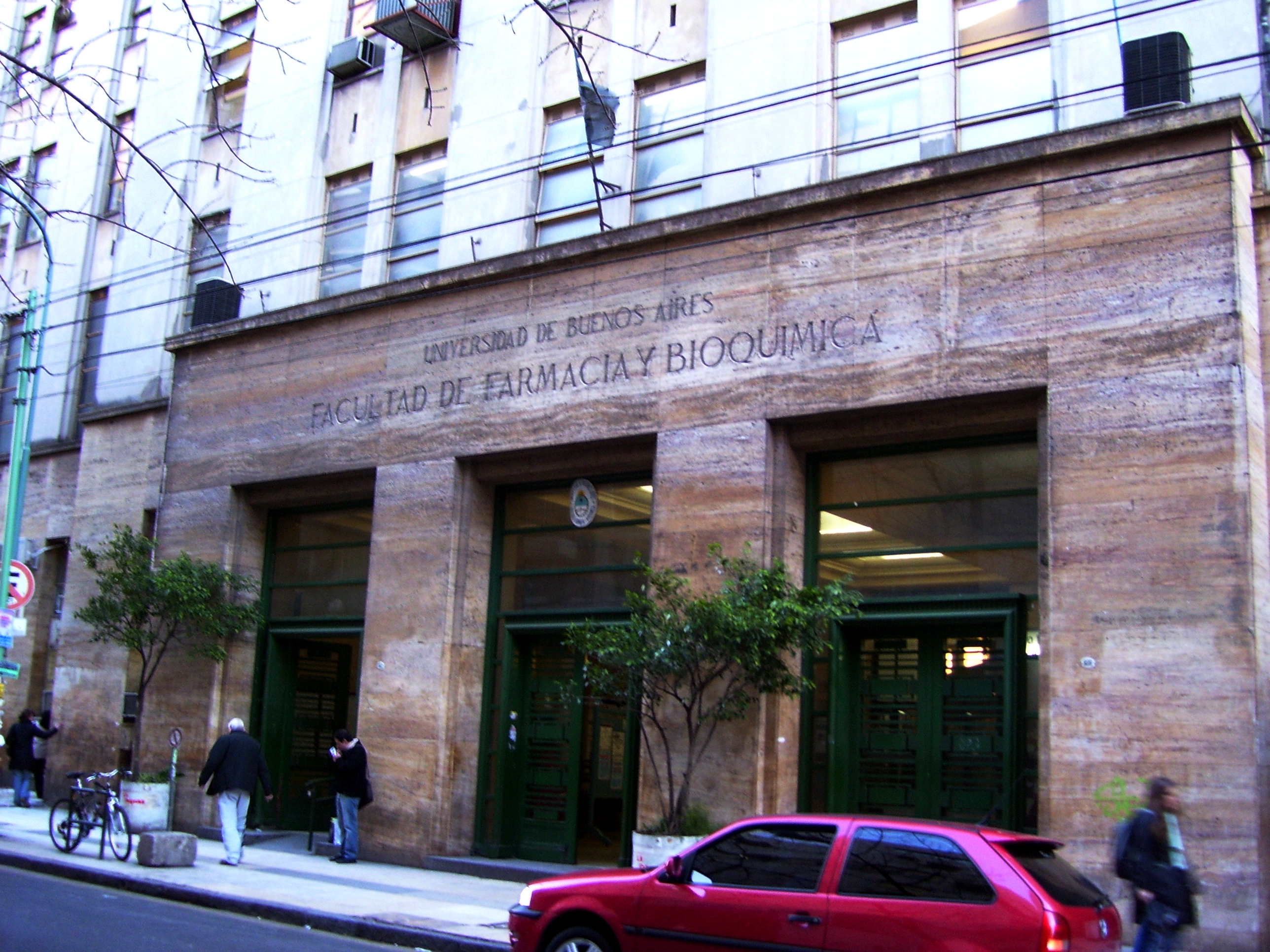
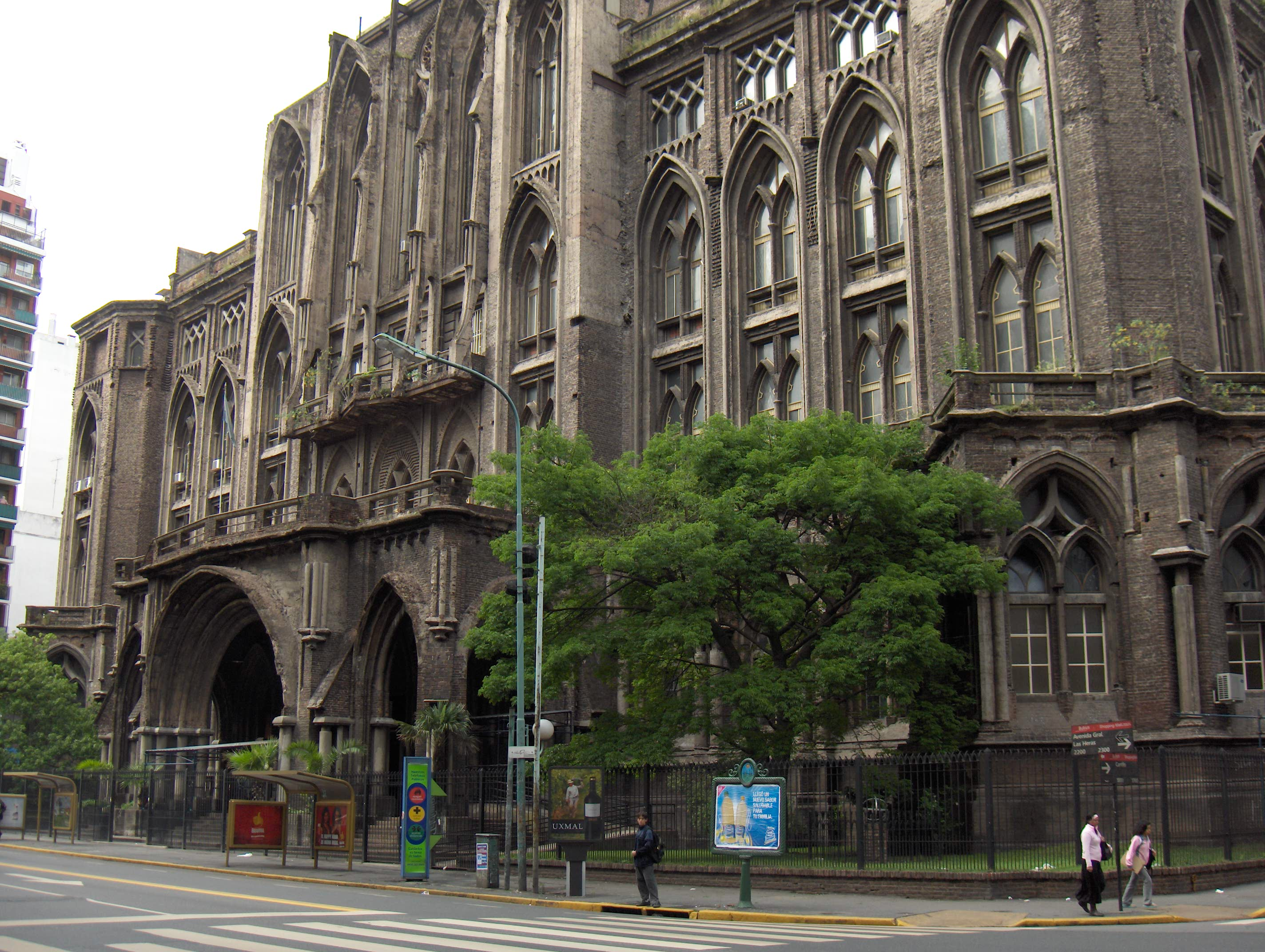
工学部校舎